# Курода Сейкі
Курода Сейкі (яп. 黒田 清輝, 9 серпня 1866 —15 липня 1924) — японський художник періоду Мейдзі.

## Біографія

### Молоді роки
Народився 1866 року у містечку Каґосіма, в родині самурая Куроди Кійокане й Ейко. Отримав ім'я Сінтаро. 1871 році всиновлено стрийком Куродою Кійоцуною. Останній був заможним аристократом, також на той час відігравав значну роль у політичному житті та проведенні реформ за західним зразком. 1877 року змінив ім'я на Кійотеро, а 1878 року отримав нове ім'я — Сейкі. Уже в ранньому віці Сейко вивчав малюнок олівцем і акварель у художника Хосода Суеджі.
Поступив до Токійської школи. Протягом 2 років вивчав англійську мову в рамках підготовки до вступу до університету. Потім вирішив вчити французьку мову. У 17 років він поступив на підготовчі курси французької мови для абітурієнтів, а 1883 року його було прийнято до школи іноземних мов. Коли в 1884 році шварга Курода Сейкі було призначено на посаду в японському посольстві у Франції, було вирішено, що Сейкі повинен супроводжувати його до Парижу, щоб вступити там до університету і вивчати право.

### Навчання і Парижі
У 1884 році поступив до Паризького університету, де вивчав юриспруденцію. Втім поступово зрозумів, що бажає вивчати живопис. Ще студентом юридичного факультету Курода Сейкі відвідував студію художника Рафаеля Коллена, у якого брав уроки живопису в Академії Колароссі. У 1886 році Курода проводить літо в подорожі Бельгією і Нідерландами, в 1887 році — знову мандрував Бельгією, а потім північною Францією. У жовтні того ж року залишає юридичний факультет і зосереджується на вивченні живопису.
У травні 1888 року Курода Сейкі відвідав село Грез-сюр-Луан, де знаходилася «колонія» художників, в якій об'єдналися митці зі Сполучених Штатів Америки та Північної Європи. У червні 1890 року переїхав з Парижа до Грез-сюр-Луан, де перебував декілька років. Тут він знайшов натхнення в пейзажі, а також познайомився з Марією Білла, яка стала однією з кращих моделей художника.
З 1891 року виставляв свої твори в салоні Товариства французьких художників. Навесні 1892 року бере участь у Четвертій виставці Мейдзі Бідзуцу-кай в Японії. Влітку того ж року перебирається до Бельгії. У 1893 році Курода Сейкі повернувся до Парижу, де плідно працює. Невдовзі, того ж року через США повертається до Японії.

### Повернення до Японії
Незабаром після прибуття додому здійснює поїздку до Кіото, щоб познайомитися з традиційним японським живописом, який погано знав. Невдовзі став одним з активних популяризаторів західного мистецтва. У жовтні 1894 року починає давати уроки в школі Тенсін Додзьо. Активно виступав з лекціями із західного мистецтва, викладав живопис. Знаність отримав у 1895 році, представивши на щорічній весняній виставці в Кіото картину «Ранковий туалет» (створено у Парижі, загинула під час Другої світової війни), де художник зобразив оголену молоду панні, яка розчісує довге волосся перед дзеркалом. Вона викликала скандал і широкі дискусії. В листопаді того ж року Курода Сейкі бере участь у китайсько-японській війні. Після повернення з війни 1895 року допомагає організувати Четверту промислову виставку в Кіото.
1896 року призначається директором новоствореного Відділення західного живопису в Токійській школі образотворчих мистецтв. Того ж року з групою однодумців заснував товариство «Білий кінь» (Хакубакай) для представлення пленерного живопису. Того ж року було проведено першу виставку робіт членів Товариства. На щорічних виставках (загалом їх відбулося 13) цього товариства демонструвалися роботи японських «західників», переважно імпресіоністичного спрямування. У травні 1896 рокупочинає викладати в Імператорській академії мистецтв, а у 1898 році стає в ній професором.

### Кар'єра
У травні 1900 року художник переїздить до Європи, де в липні представляє свої 5 робіт на Паризькій Всесвітній виставці. На початку 1901 року здійснює подорож Італією, Німеччиною та Великою Британією, а 15 травня того ж року повертається до Японії. У 1907 році члени групи Хакубанай, зокрема й Курода Сейкі, беруть участь у першій виставці «Бантен», організованої Міністерством освіти. Сам Сейкі виступив також в ролі члена журі виставки. Подальша участь в роботі цих виставок призвело до розпуску «Білого коня» у 1911 році. Вважається, що причиною цього поєднання Курода Сейкі участі в товаристі й діяльності в журі.
У 1910 році призначається придворним живописцем при імператорському дворі, ставши першим сучасним художником, який досяг такої гідності. Разом зтим він став членом Імператорської ради з питань мистецтва. З цього часу і до кінця свого життя Курода Сейкі не міг займатися творчою діяльністю настільки, скільки бажав.
У 1920 році отримав місце в Палаті перів Японії, успадкувавши ще у 1917 році після смерті названого батька титул віконта (сісяку). У 1922—1924 роках на посаді президента очолював Імператорську академію мистецтв. Також був членом імператорського комітету мистецтв і професором Токійської художньої школи. У лютому 1922 року його було нагороджено хрестом Командора Чорної зірки, а 1923 року — орденом Почесного легіону Франції, в травні 1924 року — Великим хрестом Дракона Аннама. Помер Курода Сейкі 1924 року.

## Творчість

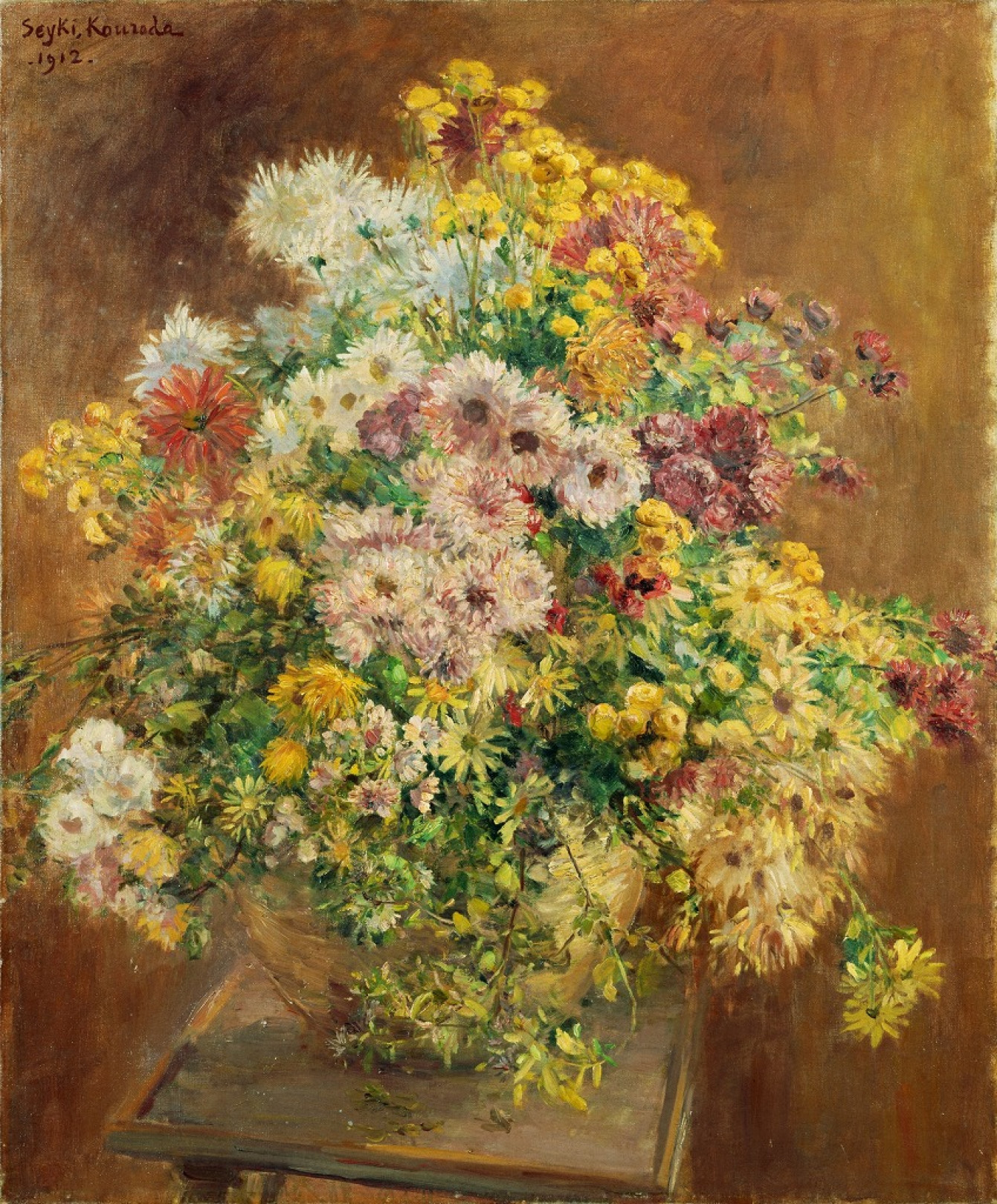
«Хризантеми»

Незважаючи на те, що за стилістикою свого живопису він дотримувався імпресіонізму, який був у той час широко поширений в Європі, водночас одним з основних образів в його картинах були саме традиційні японські мотиви.
Курода Сейкі був одним з найбільших японських майстрів, які працювали в так званій манері Йога (живопис)|йога]] — «західного живопису». Перші роботи відбивають вплив французького живопису — «Читання» (1890—1891 роки), «Кухарка» (1891—1892 роки), «Хризантеми і європейські жінки» (1891 рік). Стилістично він продовжував традиції Едуара Мане, барбізонської школи. Також працював в манерах від реалізму до ар-нуво.
В «японський період» для мистецтва Курода Сейкі стає характерним поєднання імпресіоністської техніки з романтичною, іноді надмірно афектованою патетикою. Такий, зокрема, портрет молодої жінки — «Біля озера» (1897 рік), де дівчина з віялом, водний спокій і прибережні пагорби — все це традиційні мотиви національного живопису, але написані вони з використанням досвіду пленерного живопису. За цю картину Сейкі отримав срібну медаль на Паризькій всесвітній виставці 1900 року.
Серед інших найвідоміших робіт — «Майко» (1893 рік), триптих «Мудрість — Враження — Почуття» (1900 рік).